# Barwani
Barwani é uma cidade e um município no distrito de Barwani, no estado indiano de Madhya Pradesh.

## Geografia
Barwani está localizada a 22° 02′ N, 74° 54′ L. Tem uma altitude média de 178 metros (583 pés).

## Demografia
Segundo o censo de 2001, Barwani tinha uma população de 43 222 habitantes. Os indivíduos do sexo masculino constituem 52% da população e os do sexo feminino 48%. Barwani tem uma taxa de literacia de 67%, superior à média nacional de 59,5%; com 57% para o sexo masculino e 43% para o sexo feminino. 14% da população está abaixo dos 6 anos de idade.